# 2008 في النرويج
فيما يلي قوائم الأحداث التي وقعت خلال عام 2008 في النرويج.

## سياسة

### تعيين في المنصب
- 20 يونيو – داغ أندرسون Minister of Labour and Social Inclusion [الإنجليزية]‏.

### انتهاء فترة المنصب
- 20 يونيو – داغ أندرسون وزير التجارة والصناعة ‏.

## رياضة
- 1 يناير – بطولة أوروبا لكرة اليد للرجال 2008

## أفلام
من الأفلام التي صدرت هذه السنة في النرويج:
- 10 أكتوبر – الفريسة الباردة 2 من إخراج Mats Stenberg ‏.

## مواليد

### سبتمبر
- 29 سبتمبر – إيما تالولاه بيهن كاتبة نرويجية.

## وفيات

### أبريل
- 29 أبريل – جولي إيغه (مواليد 1943) ممثلة نرويجية.